# 藤林泰也
藤林 泰也（ふじばやし やすなり、1999年2月20日 - ）は、日本の俳優、モデル。京都府出身。TRUSTAR所属。

## 略歴
小学4年生まで京都府で育ち、それからハワイに移住しその後帰国した後受けた第31回『ジュノン・スーパーボーイ・コンテスト』のファイナリストになり活動を始める。
2023年9月から放送されている『仮面ライダーガッチャード』でもう一人の主人公ともいえる黒鋼スパナ / ヴァルバラド 役で出演する。

## 人物
- 特技は英語、サーフィン[2]。趣味はウクレレ、ギター、自転車[2]。
- 『ガッチャード』以前にもスーパー戦隊シリーズや仮面ライダーシリーズのオーディションを受けており、『王様戦隊キングオージャー』のオーディションも最終選考まで残ったものの落選し、追加戦士のオーディションも受け直しているが、落選している[3]。
- 子供のころは『仮面ライダークウガ』、『仮面ライダーアギト』、『仮面ライダー電王』、『爆竜戦隊アバレンジャー』を観ていたという[3]。

## 出演

### テレビドラマ
- コーヒー&バニラ 8杯目（2019年8月25日、毎日放送）
- 監察医 朝顔（2020年、フジテレビ） - 長野医大法医 役
- めざましドラマ『めぐる。』（2021年12月6日 - 17日、フジテレビ）
- 駐在刑事 Season3 第6話・最終話（2022年2月18日・25日、テレビ東京）
- 最高の生徒〜余命1年のラストダンス〜 第3話（2023年8月5日、日本テレビ）
- 仮面ライダーガッチャード（2023年9月10日 - 2024年8月25日、テレビ朝日） - 黒鋼スパナ / ヴァルバラド / 仮面ライダーヴァルバラド、ジュピッタの声[7] 役[8]
- ジョフウ 〜女性に××××って必要ですか?〜（2025年4月2日 - 6月4日、テレビ東京） - タロ 役[9]

### ウェブドラマ
- あなたの夢叶えますガチャ 〜アイドル編 Aチーム（2020年5月22日・27日、YouTube ドリプラチャンネル）[10]
- 恋愛ドラマな恋がしたい〜KISS or Kiss〜（2021年5月1日 - 7月17日、AbemaTV）[11]

### テレビ番組
- 真夜中の推し活 〜S/TEAM BLOOD〜（2023年7月25日 - 、日本テレビ）

### 映画
- セーラー服と機関銃－卒業－（2016年3月5日公開、KADOKAWA）
- サイレント・トーキョー（2020年12月4日公開、東映）
- 東京リベンジャーズシリーズ（ワーナー・ブラザース映画）
  - 東京リベンジャーズ2 血のハロウィン編 -運命-（2023年4月21日公開）
  - 東京リベンジャーズ2 血のハロウィン編 -決戦-（2023年6月30日公開）
- 仮面ライダー THE WINTER MOVIE ガッチャード&ギーツ 最強ケミー★ガッチャ大作戦（2023年12月22日公開、東映） - 黒鋼スパナ / ヴァルバラド 役[12]
- 仮面ライダーガッチャード ザ・フューチャー・デイブレイク（2024年7月26日公開、東映） - 黒鋼スパナ / 仮面ライダーヴァルバラド[13]、ヘルクレイト 役[14]

### ウェブアニメ
- ガッチャードショートアニメ ガッチャニメ 富良洲高校七不思議をガッチャせよ!（2024年5月26日・8月4日、東映特撮ファンクラブ） - 黒鋼スパナ 役

### ウェブラジオ
- ガッチャラジオ（2024年11月7日 - 、東映特撮Youtube Official） - パーソナリティ

### 舞台
- 舞台「ALICE×STORY」
- 2.5次元ダンスライブ「VAZZROCK STAGE」シリーズ - 久慈川悠人 役
  - Episode1『0 Carat』（2021年7月1日 - 11日、CBGKシブゲキ!!）[15][16]
  - Episode2『ペトリコール・ノスタルジー』（2022年10月6日 - 16日[注 1][17]、ニッショーホール）
  - Episode3『僕と君との猫ノート』（2024年3月28日 - 4月7日、CBGKシブゲキ!!）
- 戦国送球〜バトルボールズ〜（2022年2月23日 - 27日、CBGKシブゲキ!!） - 田村健吾 役
- 舞台『遙かなる時空の中で3 Ultimate』（2023年4月23日 - 30日、こくみん共済 coop ホール スペース・ゼロ） - 白龍 役
- 劇団『ハイキュー!!』 - 及川徹 役
  - 旗揚げ公演（2023年8月19日 - 27日、品川プリンスホテル ステラボール）
  - 中国ツアー（2025年8月16日 - 9月30日〈予定〉、前灘 31 文化演藝中心大劇場 他）[18]
- マーダーミステリーシアター『殺意の代償』（2025年3月13日、品川プリンスホテル クラブeX）[19]
- 朗読劇「スタートライン」（2025年7月6日、ランドマークホール）
- 忠臣蔵（2025年12月12日 - 28日〈予定〉、明治座 / 2026年1月3日 - 6日〈予定〉、御園座 / 1月17日〈予定〉、富山県民会館 / 1月24日 - 27日〈予定〉、梅田芸術劇場 メインホール） - 大石主税 役[20]

### MV
- 桑田佳祐&The Pin Boys『悲しきプロボウラー』（2020年）
- 空音『Circle6』（2022年）
- アルステイク『他人事』（2023年）
- GeG × hiplin『Darling』（2023年）

### CM
- ヴィラ・グランディス ウエディングリゾート（2015年）
- コカ・コーラ（2016年）
- Halekulani hotel wedding（2016年）
- NTTドコモ『mydaiz』セブンイレブンアプリ（2019年）
- 大井競馬場『メガイルミ』 カメラアプリ（2019年）
- BoCo『骨伝導イヤホン』（2019年）
- SNOW『Love in Color」（2019年）
- 共闘ことばRPG コトダマン（2020年）
- KEIRINグランプリ2020 メインビジュアル（2020年）
- エイチ・アイ・エス（2020年）
- 東京海上日動火災保険（2020年）
- クミアイ化学工業（2020年）
- サクマ製菓 いちごみるく（2020年）
- ABCマート×UNDER ARMOUR（2021年）
- はるやま商事（2021年）
- メルカリ（2021年）
- リアルゴールド（2022年）
- 公認会計士試験 モデル（2022年）
- 三菱UFJ 国際投資信託（2022年）
- バンダイ『UNION ARENA 新カードゲームPV』（2023年）

### オリジナルビデオ
- てれびくん超バトルDVD 仮面ライダーガッチャード どうする!? 宝太郎とりんねがいれかわっちゃった!!（2024年4月） - 黒鋼スパナ 役
- 我ら3年G（ガッチャ）組（2024年4月10日・8月7日） - 黒鋼スパナ / 体育委員長 役
- 仮面ライダーガッチャード GRADUATIONS（2025年6月11日、東映ビデオ） - 黒鋼スパナ / 仮面ライダーヴァルバラド 役

### ゲーム
- 仮面ライダーバトル ガンバレジェンズ（2024年、アーケードゲーム） - 仮面ライダーヴァルバラド 役[21]

## ディスコグラフィ

### キャラクターソング
| 発売日       | 商品名                             | 歌                                          | 楽曲                          | 備考                                               |
| ------------ | ---------------------------------- | ------------------------------------------- | ----------------------------- | -------------------------------------------------- |
| 2024年9月4日 | 仮面ライダーガッチャード SONG BEST | 黒鋼スパナ（藤林泰也）&枝見鏡花（福田沙紀） | 「Blaze up」                  | 特撮テレビドラマ『仮面ライダーガッチャード』関連曲 |
| 2024年9月4日 | 仮面ライダーガッチャード SONG BEST | 黒鋼スパナ（藤林泰也）                      | 「Blaze up Supana Solo Ver.」 | 特撮テレビドラマ『仮面ライダーガッチャード』関連曲 |
| 2024年9月4日 | 仮面ライダーガッチャード SONG BEST | ガッチャオールスターズ                      | 「CHEMY×STORY Gotca Version」 | 特撮テレビドラマ『仮面ライダーガッチャード』関連曲 |

### ユニットメンバー
1. ↑  本島純政、松本麗世、藤林泰也、安倍乙、富園力也、宮原華音、坂巻有紗、熊木陸斗、加部亜門、福田沙紀